# Samostan San Juan de los Reyes, Toledo
Samostan San Juan de los Reyes (špansko Monasterio de San Juan de los Reyes) je zgodovinski samostan frančiškanskega reda v Toledu v Španiji, ki sta ga zgradila katoliška monarha  v letih 1477-1504.
Je eden od najbolj dragocenih primerov elizabelinskega gotskega sloga (gótico isabelino) v Španiji in najpomembnejša stavba, zgrajeni s strani katoliških monarhov. Samostan je tudi spomin na dosežke katoliških monarhov in njihovega političnega programa.

## Samostan spomenik
Ta samostan sta ustanovila kralj Ferdinand II. Aragonski in kraljica Izabela I. Kastiljska v spomin tako na rojstvo svojega sina, princa Juana in zmago v bitki pri Toru (1476) nad vojsko Afonza V. Portugalskega.
Princ Juan Portugalski je praznoval tudi zmago nad kastiljsko vojsko katoliških monarhov s slovesno procesijo ob vsaki obletnici bitke. To navidezno protislovje je posledica neodločnega vojaškega izida bitke: čete pod vodstvom Afonza V. se zlomijo, medtem ko so sile princa Juana Portugalskega premagale desno krilo kastiljske vojske in zadržale v posesti bojišče.
Nedvomno je bitka predstavljala odločilno politično zmago katoliških monarhov, kar jim zagotavlja prestol in utira pot za prihodnje Združeno kraljestvo Španije. Kot je povzel španske akademski zgodovinar Rafael Casas:
"... San Juan de los Reyes je rezultat kraljeve volje graditi samostan v spomin na zmago v bitki z negotovim izidom, a odločilni v Toru leta 1476, ki je konsolidirala združitev dveh najpomembnejših polotoških kraljestev".
Toledo je bil izbran kot mesto za gradnjo samostana zaradi svoje osrednje geografske lege in zato, ker je bila prestolnica starodavnega Vizigotskega kraljestva, simbolično obnovljenega z Izabelo in Ferdinandom, z obnovo izgubljene enotnosti Španije, z združitvijo Kastilije z Aragonijo.

## Zgodovina
Ta samostan je bil prvotno imenovan "San Juan de la Reyna" in je bil zasnovan kot mavzolej katoliških monarhov. Ti so spremenili svoje načrte kasneje, ko so grobnico izbrali Granado, po reconquesti leta 1492.
Gradnja samostana se je začela leta 1477 po načrtih, ki jih pripravi arhitekt Juan Guas in je bila končana leta 1504. Posvečen je bil sv. Janezu Evangelistu, dan v uporabo frančiškanovim bratom. Leta 1809 je bil samostan hudo poškodovan v času okupacije Toleda od Napoleonove vojske in opuščen leta 1835. Obnova se je začela leta 1883, vendar ni bila končana vse do leta 1967, ko je bil samostan obnovljen in predan frančiškanskemu redu leta 1954.

## Opis
Samostan je primer gotskega sloga s španskimi in flamskimi vplivi. Njegova cerkev ima obliko latinskega križa, s kratkimi prečnimi ladjami, podolgovato glavno ladjo (približno 50 metrov dolgo in 30 metrov visoko) in stranskimi kapelami, ki se nahajajo med kupolastimi oboki - tri na vsaki strani ladje in dve pod korom. Cerkev je znana po svoji dekoraciji z grbi katoliških monarhov, ki so orli. Njen oltar je okrašen oltar (sredi 16. stoletja) iz nekdanje bolnišnice Santa Cruz, kiparja Felipe Bigarnyja in slikarja Francisca de Comontesa, in prikazuje prizore iz pasijona in vstajenja, kot tudi dva prizora legende SantaCruz.
Samostan ima majhen vrt. Strop v pritličju je oblikovan z nemškimi križnimi oboki, s  figurami svetnikov z vrinjeni živalskimi in rastlinskimi motivi, ki so vsi toledskega kiparja Cecilia Bejarja iz 20. stoletja.Njegov zgornji križni hodnik, prvič končan leta 1526 in obnovljen v 19. stoletju, vsebuje Mudéjar okrasje, vključno z večbarvnim stropom iz macesnovega lesa, poslikanim z motivi in grbi katoliških monarhov in geslom Tanto Monta, monta tanto. Kot simbol zmage kristjanov v dolgoletni bitki z Granado, je zunanja fasada okrašena z granitom, po kraljičinem sklepu iz leta 1494, z okovi in verigami, ki so jih nosili krščanski ujetniki mavrske Granade in so bili osvobojeni med Reconquisto.